# Archéothéma
Archéothéma est une revue scientifique bimensuelle spécialisée dans l'archéologie et l'histoire.

## Présentation
Archéothéma (initialement l'Archéo-Théma), est une revue née en 2009. Elle propose tous les deux mois (et sous forme de hors-série apériodiques) l'exploration d'un sujet historique ou archéologique sous la forme d'un dossier thématique d'une soixantaine de pages. Destinée à un large public de passionnés (amateurs, professionnels ou simples curieux), les articles sont rédigés par des spécialistes reconnus de la question, français et étrangers.
Des sujets très éclectiques ont été traités depuis le début de la revue, débroussaillant parfois des thématiques nouvelles ou très rares dans la bibliographie (l'archéologie de la mer Morte, l'Histoire du porc durant l'Antiquité romaine et le Moyen Âge, les judaïsmes au temps de Jésus, l'archéologie navale expérimentale, les frontières de Rome, la médecine romaine, Rome et la Chine, les Burgondes, les inventions et les techniques chez les Grecs et les Romains, le Japon médiéval, les jeux et jouets gréco-romains, etc.).
Chaque numéro consacre aussi plusieurs dizaines de pages à l'actualité archéologique: découvertes et fouilles récentes, expositions, livres.
La revue possède également un site internet très performant qui offre de nombreux services : commande de numéros en ligne, abonnement, brèves et actualités (découvertes, expositions, colloques, etc.), vidéos.
L'application Archéothéma est disponible depuis le numéro 31 sur tablettes et téléphones. Il suffit de télécharger l'application gratuitement sur l'App Store pour iOS ou Play Store pour Android.

## Les numéros parus
Les thèmes abordés ont été les suivants:
- n°1 - mars-avril 2009 - Lyon, capitale de la Gaule romaine
- n°2 - mai-juin 2009- La mer morte, du Néolithique à la période byzantine (Israël - Palestine - Jordanie)
- n°3 - juillet-août 2009 - La Croatie romaine et médiévale
- n°4 - septembre-octobre 2009 - Les cartes antiques
- n°5 - novembre-décembre 2009 - Les judaïsmes au temps de Jésus
- n°6 - janvier-février 2010 - L'archéologie des cours d'eau et des rivières
- n°7 - mars-avril 2010 - Cluny, aux origines de la communauté (Romainmôtier, Paray-le-Monial, Gigny, Souvigny, Baume-les-Messieurs)
- n°8 - mai-juin 2010 - le renouveau carolingien 730-830
- n°9 - juillet-août 2010 - L'archéologie en Arabie Saoudite
- n°10 - septembre-octobre 2010 - Le Néolithique sur la façade atlantique
- n°11 - novembre-décembre 2010 - Lattes, une cité antique du sud de la Gaule
- n°12 - janvier-février 2011 - les Alpes, du Néolithique à la conquête romaine
- n°13 - mars-avril 2011 - Les frontières de Rome
- n°14 - mai-juin 2011 - Le peuple gaulois des Nerviens (France-Belgique)
- n°15 - juillet-août 2011 - Cités de Syrie occidentale et du Liban, IIe - Ier millénaires av. J;-C.
- n°16 - septembre-octobre 2011 - La médecine à l'époque romaine
- n°17 - novembre-décembre 2011 - La Tripolitaine antique (Libye)
- n°18 - janvier-février 2012 - Archéologie navale expérimentale - Bateaux antiques et médiévaux
- n°19 - mars-avril 2012 - Rome et la Chine
- n°20 - avril 2012 (numéro spécial) - La tapisserie en France, du Moyen Âge à nos jours
- n°21 - mai-juin 2012 - Toulouse, des gaulois entre Méditerranée et Atlantique
- n°22 - juin 2012 (numéro spécial) - Vercingétorix Le chef gaulois qui défia César
- n°23 - juillet-août 2012 - Les châteaux en pays cathare
- n°24 - septembre-octobre 2012 - Provence - Glanum, la cité des Salyens
- n°25 - novembre-décembre 2012 - Les Burgondes (Lyon, Genève)
- n°26 - janvier-février 2013 - Les ponts en France, de l'Antiquité à nos jours
- n°27 - mars-avril 2013 - Police scientifique et archéologie
- n°28 - mai-juin 2013 - Inventions et techniques chez les Grecs et les Romains
- n°29 - juillet-août 2013 - Marseille
- n°30 - septembre-octobre 2013 - Le Japon médiéval
- n°31 - novembre-décembre 2013 - Jeux et jouets gréco-romains
- n°32 - janvier-février 2014 - Fortunes de mer : épaves modernes en Méditerranée
Les hors-série:
- HS n°1 - Sainte Russie. De Kiev de saint Vladimir à la Petersbourg de Pierre le Grand (Xe – XVIIIe siècle)
- HS n°2 - Valence, Archéologie, architecture et histoire
- HS n°3 - Cochons de Romains, le porc aux époques romaines et médiévale
- HS n°4 - Alexandre le Grand
- HS n°5 - Les métiers de l'archéologie
- HS n°6 - Jeanne d'Arc, des origines au procès de Rouen